# Saoud ben Mohammed Al Mouqrin
Saoud Ier ben Mohammed Al Mouqrin (arabe : سعود الأول بن محمد آل مقرن), né vers 1640 à Dariya (actuelle Arabie saoudite) et mort vers 1725 dans la même ville, est un cheikh arabe, chef de l'oasis de Dariya de 1720 à 1725, à l'origine de la dynastie éponyme des Al Saoud. 
Issu de la famille Al Mouqrin (ou Al Muqrin, Al Moqrin, Al Mogren) de la tribu des Banu Hanifa, il est le père de Mohammed Ibn Saoud, qui fonde en 1744 le premier État saoudien avec Ibn Abdelwahhab et en devient le premier imam. 
C'est son nom que porte le royaume moderne d'Arabie saoudite fondée en 1932 par son descendant Abdelaziz Ibn Saoud.